# Хмелевое (Винницкая область)
Хмелевое (укр. Хмельове) — посёлок, входит в Ильинецкий район Винницкой области Украины.
Население по переписи 2001 года составляло 25 человек. Почтовый индекс — 22712. Телефонный код — 04345. Занимает площадь 0,13 км². Код КОАТУУ — 521282609.

## Местный совет
22712, Вінницька обл., Іллінецький р-н, с.Іллінецьке, вул.Леніна,9/2